# Нестерівці (Кам'янець-Подільський район)
Не́стерівці — село в Україні, у Дунаєвецькій міській територіальній громаді Кам'янець-Подільського району Хмельницької області.

## Географія
Подільське село Нестерівці розташоване на подільській височині в південно-західній частині України, за 46 кілометрів автодорогами від районного центру міста Кам'янець-Подільський, поблизу зі селом проходить залізниця, станція Нестерівці. Через село протікає річка притока Тернави.

### Клімат
Нестерівці знаходяться в межах вологого континентального клімату із теплим літом. Але діяльність людини досить часто призводить до екоциду, поганих змін та глобального потепління. Рівень наповнення річок водою по області становить лише 20 % від необхідного стандарту, значна частина земної поверхні стає посушливою. Для покращення ситуації варто було б проводити ревайлдинг, відновлювати екосистеми та лісові насадження.

## Історія села
Перший спогад в історичних актах належить до кінця XV століття, згідно з податковими списками 1493 року. Село входило до Барського староства, що підтверджувалось грамотою короля Сигізмунда, яку видано королеві Бонні.
У 1583 році в селі уже був католицький і православний священник.
На початок XVII століття (1615—1616) селом володів Андрій Гурський, каштелян галицький, який віддавав в казну чверть прибутку.
У 1629 році селом володів Гаврило Свінцицький.
У 1733 році цим староством володіла Калиновська.
На початку XVIII століття Нестерівці з селом Ганівкою складали окреме Нестеровецьке староство.
У другій половині XVIII століття Нестерівцями володів Годський — воєвода Подільський, а після нього його дочка Кароліна, яка вийшла заміж за принца Нассау Зігена. Годський побудував у Нестерівцях палац (сьогодні це приміщення дитсадка) і посадив сад, ліс, сліди яких ледь видно й сьогодні.
У 1790 році Нестерівцями володів князь Сангушко, а в 1793 — Старшинський.
1817 року Російський уряд віддав село у 12-річну оренду Левинському-Тавричиському, який свої права на село віддав Оттону Чайковському.
У 1833 році Нестерівці віддані в довічне володіння генералу Олександру Кравцову, а з 1847 року його зараховано до державних володінь.
У 1890 році населення становило 2474 особи, у 1897 році — 2550 осіб, з яких 246 грамотних.
У 1894 році в селі відкрито церковно-приходську школу.
Протягом років сільською громадою, її духовністю та освітою опікувались священики-просвітителі: Осезар 1733—1755 рр., Березовський 1756—1774 рр., Добринський 1774—1807 рр., Матвій Коцюбинський (дід Михайла Коцюбинського) 1808—1850 рр., Коростинський, Волянський, Олександр Богацький 1894—1934 рр. та інші.
У 1908 році розпочалось будівництво залізниці Проскурів — Кам'янець-Подільський, що пролягає за 2 кілометри від села, збудовано вокзал.

### Село в радянські часи
Після 1917 року панський палац перебудовано на сільську школу у якій навчались до 1968 року.
9 січня 1923 року було створено сільськогосподарське товариство «Молодий господар». Його головою обрано Християна Митрофана Антоновича. Роки НЕПу були успішними, населення становило тоді 2670 осіб.
У 1929 році утворено артіль. Роки примусової колективізації були нелегкими й залишили глибокий слід у житті й свідомості нестерівчан. 1937 рік став завершальним у проведенні колективізації.
Під час російської окупації (1922—1991 р.р.) жителі села постраждали від репресій: в період боротьби радянської влади з УНР, примусової колективізації, боротьби проти проявів національної самосвідомості.
В 1932–1933 селяни села пережили сталінський голодомор.

### Часи Німецько-радянської війни

Пам'ятний знак на честь воїнів-односельчан які загинули в Другу світову війну

Жителі села потроху призвичаїлись до нових умов та ритму життя, але напад нацистської Німеччини зруйнував людські долі надії та сподівання. На фронт було мобілізовано майже всіх чоловіків. З них не повернулось у рідні домівки понад дві сотні.
30 березня 1944 року Нестерівці було звільнене від нацистської окупації військами І Українського фронту.
Пам'ятник (хрест) у лісі. В нестеровецькому лісі під час війни у 40-х роках була битва за залізницю. Бій німецьких та радянських солдатів був у лісовій долині, що має назву «Бабин яр». На визначному місці був встановлений хрест із надписами латинськими літерами. Та, на жаль, прочитати їх не можливо через руйнацію їх часом.

### Післявоєнна розруха та вихід з неї
Відбудова розпочалась з великим ентузіазмом і вимагала значних людських зусиль, які переважно лягли на жіночі плечі. Жінки працювали трактористами, їздовими та брались за будь-яку чоловічу важку роботу у колгоспі. На кінець 1950-х років колгосп, яким керував Моторний Іван Федорович став мільйонером. Було збудовано тваринницькі ферми, млин, ремонтні майстерні для сільськогосподарської техніки, сушильний тік, пилораму, сільський будинок культури, контору колгоспу. Працю колгоспників відзначено високими державними нагородами. Й надалі чималих успіхів господарство «Дружба» досягало за керівництва Колодницького Олексія Васильовича та Костовського Леоніда Васильовича — збудовано місцеву середню школу, дільничну лікарню, торговий комплекс, зерноочисний завод висипано сільські дороги твердим покриттям, вуличне освітлення, розпочато газифікацію населеного пункту.

### Від 1990-х до сьогодення
З 1991 року в складі незалежної України.
1990-ті роки зробили свій негативний вплив на розвиток села його інфраструктуру. 2006—2010 роки — відремонтовано приміщення дитячого дошкільного навчального закладу, газифіковано, підведено водопостачання та інші комунікації. Придбано все необхідне. То ж умови навчання і виховання відповідають високим вимогам та стандартам.
Частково відновлено втрачене вуличне освітлення, проведено ремонт сільського будинку культури.
Відкрито музей видатному землякові — заслуженому лікарю України, доктору медичних наук, професору, Миколі Петровичу Чорнобривому.
13 серпня 2015 року шляхом об'єднання сільських рад, село увійшло до складу Дунаєвецької міської громади. Об'єднання в громаду має створити умови для формування ефективної і відповідальної місцевої влади, яка зможе забезпечити комфортне та безпечне середовище для проживання людей.
17 липня 2020 року, в результаті адміністративно-територіальної реформи та ліквідації Дунаєвецького району, село увійшло до складу Кам'янець-Подільського району.

#### Перехід парафії з УПЦ (МП) в УПЦ (КП)
27 червня 2016 року парафії Святого Миколая с. Нестерівці та Святого Пантелеймона с. Харитонівка разом з настоятелем протоєреєм Петром Бабієм вийшли з юрисдикції УПЦ (МП) та перейшли до Хмельницької єпархії УПЦ (КП). Парафіяни на загальних зборах абсолютною більшістю голосів (236 — за УПЦ КП, 4 — за УПЦ (МП)) ухвалили рішення, що у час війни з російським окупантом залишатись надалі в УПЦ (МП) — це зрада українського православ'я та свого багатостраждального народу.
29 червня 2016 року протоєрей Петро Бабій був відсторонений Кам'янець-Подільською УПЦ (МП) від богослужіння. Причиною відсторонення у єпархії назвали аморальну поведінку свого представника. Церковна громада вирішила підтримувати свого настоятеля до кінця.
4 липня 2016 року приїхали у село духівництво та віряни Кам'янець-Подільської єпархії та спровокувати конфлікт між парафіянами. Згодом ті, що залишились в УПЦ (МП) подали до суду, щоб й надалі користуватися церквою. 8 листопада 2016 року на парафію УПЦ (МП) призначений новий священник
Рішенням Господарського суду Хмельницької області від 19 квітня 2017 року у першій інстанції позивач отримав відмову.

## Населення
Населення становить — 1293 особи.

### Мова
У селі поширені західноподільська говірка та південноподільська говірка, що відносяться до подільського говору, який належить до південно-західного наріччя.

## Соціальна сфера
Діє загальноосвітня школа I—III ступенів, клуб, сільська рада, фельдшерсько-акушерський пункт.

## Релігія
- Свято-Миколаївська парафія Кам'янець-Подільської єпархії (УПЦ МП).
- Церква Святого Миколая Чудотворця (ПЦУ), священик — Петро Бабій.
- Костьол Пресвятого Серця Ісуса Христа (РКЦ), священик — Віктор.
- Церква Євангельських Християн-баптистів, пастор — Анатолій Токар.

## Відомі люди
- Матвій Коцюбинський — священик, дід письменника Михайла Коцюбинського.
- Богоніс Петро — професор педагогічних наук Київського національного університету культури і мистецтв.
- Воронецький Слов'ян — начальник міського управління праці та соціального захисту населення Хмельницької міської ради.
- Лупан Леонід Сильвестрович (1915—1944) — письменник.
- Монастирський Євген Олександрович (1907—1991) — радянський український вчений-правознавець, спеціаліст у галузі трудового права та права соціального забезпечення.
- Попревич Віктор Михайлович (1963—2024) — суддя Приморського районного суду міста Одеси (2015-2023).

## Спортивні досягнення
Сільська футбольна команда ФК «Дружба» — восьмиразовий чемпіон Дунаєвецького району (в 1970-х — 1990-х роках) та дворазовий срібний призер Чемпіонату Хмельницької області. Зараз команди не існує.